# Brianna Hildebrand
Brianna Caitlin Hildebrand (College Station, 14 agosto 1996) è un'attrice statunitense.

## Biografia
Brianna Caitlin Hildebrand, nasce a College Station in Texas, da Caleb Hildebrand e Veronica Bocanegra, il 14 agosto 1996.
Di origini tedesche, inglesi e irlandesi da parte di padre e messicane dalla parte materna, suo nonno paterno era Caleb Hubert Hildebrand (figlio di Caleb Gilbert Hildebrandt e Mary Eunice Jeffcoates o Jeffcoat), nato in Texas

### Carriera
Hildebrand appare nella webserie Annie Undocumented, nominata miglior web series al New York Television Festival. La serie è stata creata da Daniel Hsia, Elaine Low e Brian Yang. Hildebrand ha fatto parte del cast come Testata Mutante Negasonica nel film Deadpool il 20 marzo 2015. Il film fu girato a Vancouver nell'aprile 2015 e distribuito il 12 febbraio 2016. Ha fatto parte anche nei sui seguiti Deadpool 2 e Deadpool & Wolverine. E ha partecipato anche all'ultima stagione di Lucifer.

### Vita privata
A partire dal maggio 2016, è stato riportato che Hildebrand si identifica come queer e ha una fidanzata.

## Filmografia

### Cinema
- Prism, regia di Cal Robertson (2015)
- The Voice Inside, regia di Jonathan Marshall Thompson – cortometraggio (2015)
- Deadpool, regia di Tim Miller (2016)
- First Girl I Loved, regia di Kerem Sanga (2016)
- Tragedy Girls, regia di Tyler MacIntyre (2017)
- Deadpool 2, regia di David Leitch (2018)
- Non si scherza col fuoco (Playing with Fire), regia di Andy Fickman (2019)
- Deadpool & Wolverine, regia di Shawn Levy (2024)

### Televisione
- Annie Undocumented – webserie (2014)
- The Exorcist – serie TV, 10 episodi (2017)
- Love Daily – serie TV, episodio 1x14 (2019)
- Trinkets – serie TV, 20 episodi (2019-2020)
- Lucifer – serie TV, 10 episodi (2021)

## Riconoscimenti
- 2016 – Teen Choice Awards
  - Choice Movie: Breakout Star per Deadpool

## Doppiatrici italiane
Nelle versioni in italiano delle opere in cui ha recitato, Brianna Hildebrand è stata doppiata da:
- Gaia Bolognesi in Deadpool, Deadpool 2, Deadpool & Wolverine
- Margherita De Risi in Trinkets, Lucifer
- Annalisa Usai in The Exorcist
- Vittoria Bartolomei in Non si scherza col fuoco